# Parafia Nawiedzenia Najświętszej Maryi Panny w Gościeszynie
Parafia Nawiedzenia Najświętszej Maryi Panny w Gościeszynie – parafia rzymskokatolicka leżącą w granicach dekanatu rogowskiego. Kościół parafialny zbudowany w latach 1959–1960.
Parafia powstała w XIV wieku.

## Dokumenty
Księgi metrykalne: 
- ochrzczonych od 1785 roku
- małżeństw od 1785 roku
- zmarłych od 1785 roku

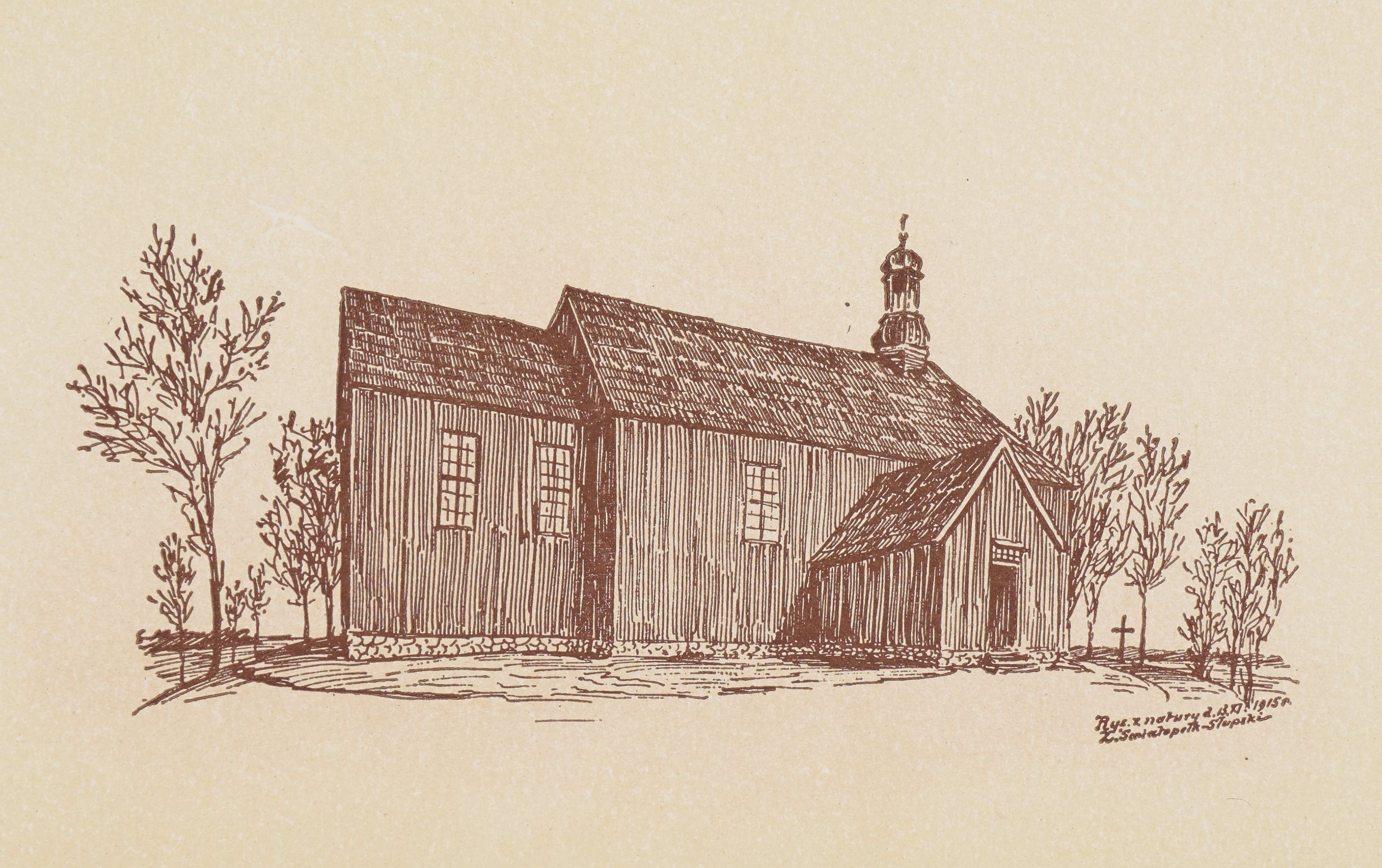
Widok kościoła przed 1917